# Чорнокнижник (трилогія)
Чорнокнижник (словац. Černokňažník) — фентезійна трилогія доповнена збіркою оповідань «Війна з демонами» Юрая Червенака про життя давніх слов'ян.

## Сюжет
Перед смертю він воював найманцем у Карла Великого проти Аварів.
Чорнокнижник Роган Черний за волею Чорнобога повернувся з царства мертвих, щоб відродити храм вогню Чорнобога. У цій місії його супроводжує відьма Мірена та король перевертнів Горивлад. На своєму шляху він знаходить меч Крутомор бога Радгоста. У цьому мечі Радгост заточив демона Крутана, який поїдав людські душі. Роган звільняє цього духа та повертає собі меч.

## Частини
- 2009 — «Владика століть», Роган зустрічає Мірену та Горивлада та шукає останню святиню аварського бога — його гробницю, щоб знищити її.
- 2010 — «Радгостів меч», Роган оволодіває мечом Крутомор і бореться з демонічним царем Лучан Властиславом, який вночі перетворюється на перевертня. Роган також має здолати монстра, якого на нього нацькував Білобог, правитель демонів дня.
- 2010 — «Кривавий вогонь».